# Jaculus jaculus
Jaculus jaculus, скакун звичайний, тушканчик малий єгипетський (араб. جربوع صغير) (Linnaeus, 1758) — один з трьох видів, що представляють рід Скакун (Jaculus).

## Систематика

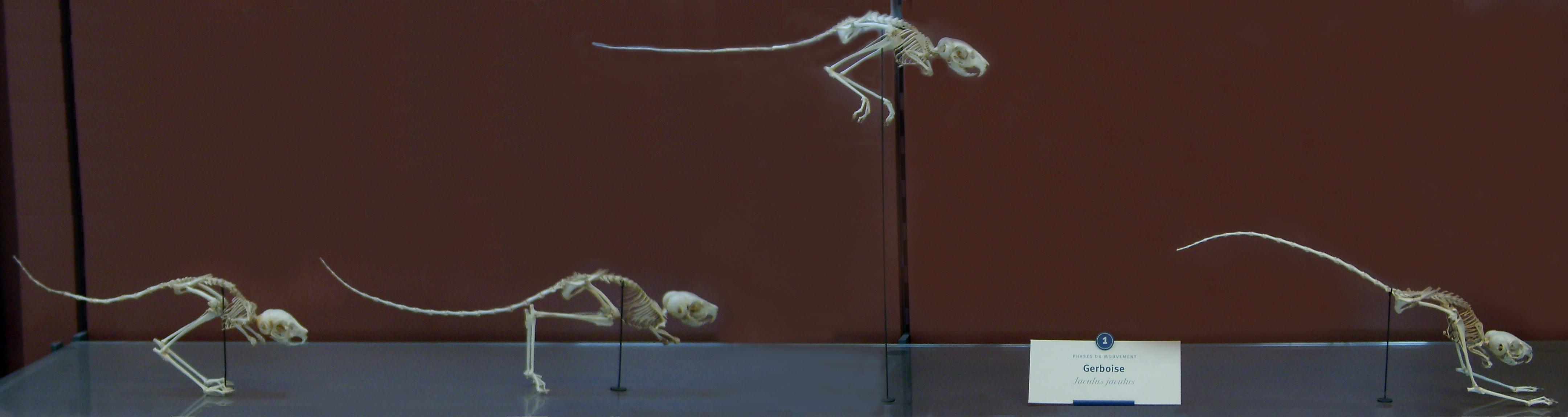
Стенд в Паризькому музеї вказує на пристосування скелету тварини до стрибків

Вперше вид був описаний Карлом Ліннеєм в 1758 році біля пірамід у місті Гіза в Єгипті. Пізніше описувався іншими науковцями, тому має синоніми:
- J. hirtipes (Lichtenstein, 1823)
- J. aegyptius (Lichtenstein, 1827)
- J. macromystax (Lichtenstein, 1828)
- J. macrotarsus (Wagner, 1840)
- J. deserti (Loche, 1867)
- J. loftusi (Blanford, 1875)
- J. darricarrerei (Lataste, 1883)
- J. microtis (Reichenow, 1887)
- J. schlueteri (Nehring, 1901)
- J. gordoni (Thomas, 1903)
- J. favonicus (Thomas, 1913)
- J. vulturnus (Thomas, 1913)
- J. airensis (Thomas and Hinton, 1921)
- J. centralis (Thomas and Hinton, 1921)
- J. sefrius (Thomas and Hinton, 1921)
- J. vocator (Thomas, 1921)
- J. butleri (Thomas, 1922)
- J. syrius (Thomas, 1922)
- J. florentiae (Cheesman and Hinton, 1924)
- J. oralis (Cheesman and Hinton, 1924)
- J. elbaensis (Setzer, 1955)
- J. favillus (Setzer, 1955)
- J. arenaceous (Ranck, 1968)
- J. collinsi (Ranck, 1968)
- J. cufrensis (Ranck, 1968)
- J. fuscipes (Ranck, 1968)
- J. rarus (Ranck, 1968)
- J. tripolitanicus (Ranck, 1968)
- J. vastus (Ranck, 1968)
- J. whitchurchi (Ranck, 1968)

## Поширення
Вид поширений в основному у північній Африці, а саме у Сенегалі (Bâ et al., 2000; Duplantier and Granjon, 1992), північно-східній Нігерії (Happold, 1987) та Нігері, від західної Мавританії на північ до Марокко (Aulagnier and Thévenot 1986, and Bâ et al., 2001), на сході Алжиру (Kowalski and Rzebik-Kowalska, 1991), в Тунісі (Vesmanis, 1984) та Лівії (Ranck, 1968), в Судані (Setzer, 1956), Ефіопії та Еритреї (Yalden et al., 1996), в Єгипеті (Osborn and Helmy, 1980) та Сомалі, на Аравійському в Ємені (Harrsion and Bates, 1991; Al-Jumaily, 1998) та Синайському півостровах, в Ізраїлі (Mendelssohn and Yom-Tov, 1999), Іраку (Hatt, 1959) та південно-західному Ірані (Lay, 1967).